# Преображенський кафедральний собор (Бендери)
Преображенський собор в Бендерах (Придністров'я) — православний храм Православної церкви Молдови. Пам'ятник архітектури початку XIX століття, адреса: пл. Визволення.

## Історія

### XIX століття
Історія Преображенського собору веде відлік з 1814 року, коли інженерне начальство Бендерської фортеці починає роботи з відсунення міста від фортеці на 250 сажнів (600 м) на південь з метою створення кріпосної еспланади. Успенська і Микільська церкви, що знаходилися на цій території, через свою ветхість, при переносі зруйнувалися, що і зумовило ухвалення рішення про будівництво на місці руїн турецьких казарм нового храму на честь Преображення Господнього.
22 серпня 1815 року, при військовому параді в присутності городян, відбулася закладка Преображенського собору як символу визволення Бессарабії від турецького ярма. Проект храму був підготовлений членом Кишинівської духовної дикастерії архімандритом Іоанікієм, і передбачав у соборі три межі: Микільський (лівий) і Успенський (правий), названі на згадку про церкви, що зруйнувалися, а також Преображенський (центральний).
Микільський боковий вівтар був освячений 5 грудня 1819 року. Цього ж дня парафіяни зібрали кошти на освячення Успенського, яке відбулося 19 грудня того ж року. У 1820 році будівельні роботи були завершені і в Преображенському боці.
У 1825 році, для храму, в Одесі був замовлений іконостас з балдахіном на семи дерев'яних колонах. Іконописні та різьблені роботи виконали священник М. Конілевський та канцелярист І. Палішинський. Нарешті, в 1827 році собор освятив високопреосвященніший Димитрій.
У 1832 році завершилося будівництво дзвіниці, проте, у зв'язку з нестачею коштів, як храм, собор оформився лише до 1840 року.
Виконаний у стилі хрестово-купольної архітектури в рамках російського класицизму з елементами молдавських народних традицій, собор відрізнявся лаконічністю, великою монументальністю, підкресленим контрастом гладі стін і приставлених до неї колон, а головний купол собору був вирішений у вигляді шолома.

### XX століття

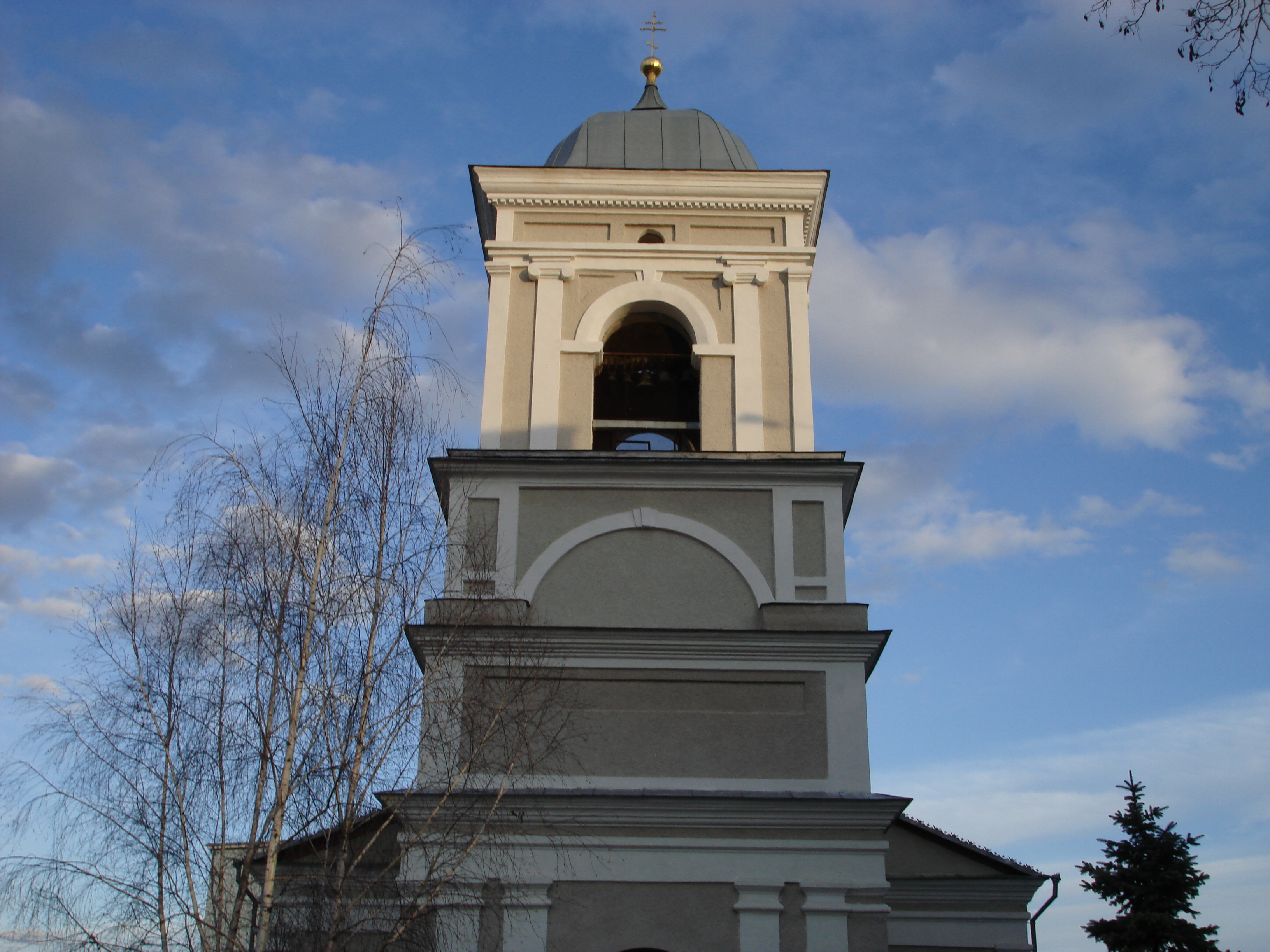
Дзвіниця собору

З 1918 по 1944 (крім радянського періоду в 1940—1941) прихід храму ставився до Бессарабської митрополії Румунської Церкви.
Незважаючи на ремонтні роботи, що проводяться час від часу, внутрішній розпис собору мала непривабливий вигляд і тому на початку 1930-х мм. церковні служителі вирішили оновити інтер'єр, навіщо запросили молдавського художника і скульптора Олександра Михайловича Племедяле. Приблизно в травні 1934 року він прибуває в Бендери, щоб приступити до виконання замовлення. Разом з ним до Бендерів прибули і четверо його учнів, які нещодавно закінчили Кишинівське художнє училище: В. Поляков, В. Нечаєва, М. Колядич та О. Мадвал. Племедяле як підрядники найняв на роботу місцевих жителів.
Значну шкоду собору завдали бойові дії в ході Другої світової війни. Так, під час одного з артобстрілів снаряд, що потрапив у храм, викликав пожежу, в якій загинули іконостас і соборний архів, а також істотно постраждали внутрішні розписи. В результаті назавжди було втрачено значну кількість інформації про життя парафії та міста у довоєнний час.
Після відновлення суверенітету СРСР в 1944 році, увійшов до Кишинівської єпархії Російської православної церкви.

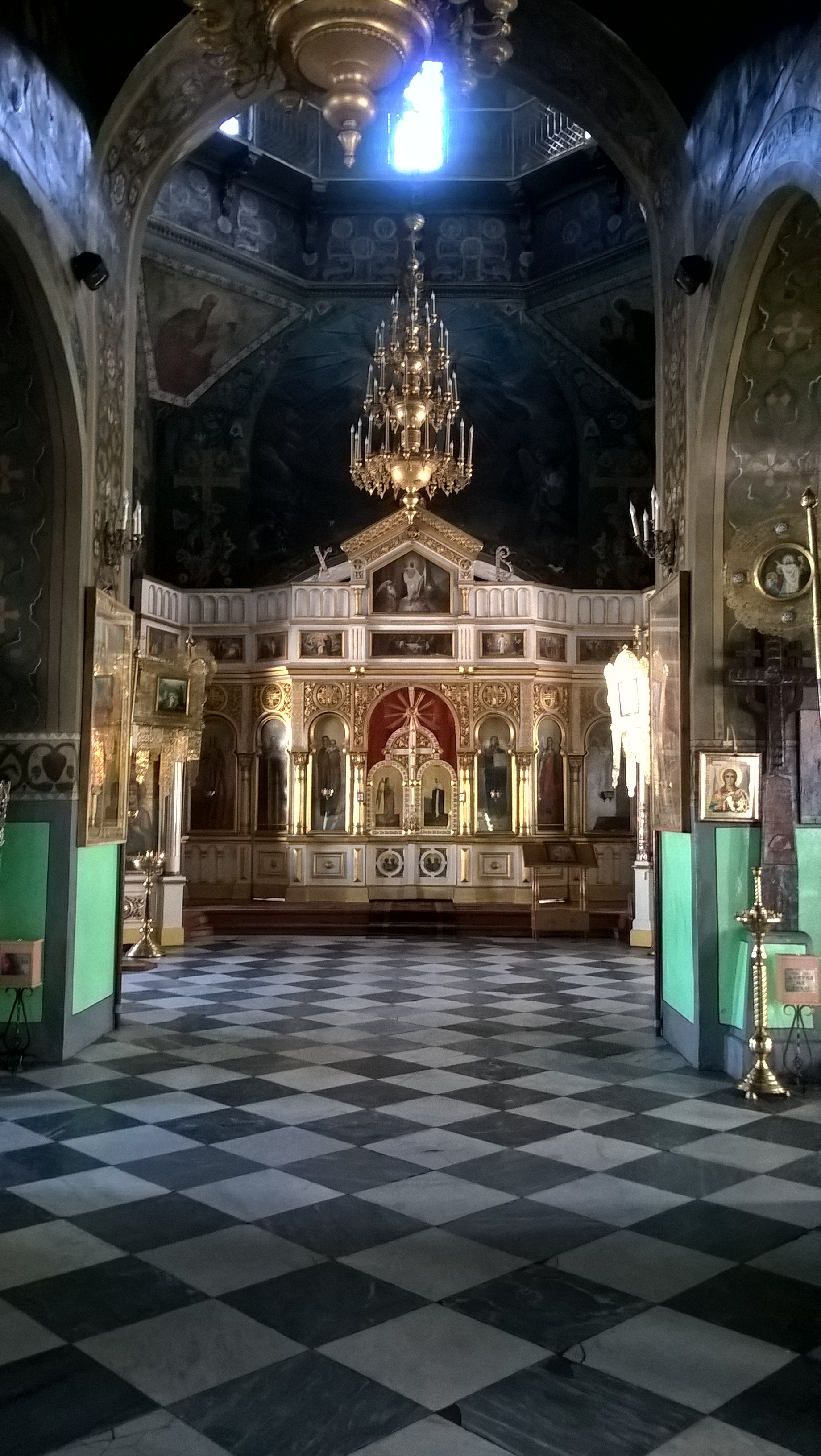

З 1948 року собор узятий під охорону держави як пам'ятка архітектури початку XIX століття. У 1960-х роки соборний іконостас замінили іконостасом знищеної полкової церкви.

#### Бендерська трагедія 1992 року
Будівля постраждала під час Придністровський конфлікт Бендерської трагедії 1992 року, після якої заново перекрили дах і куполи.
Протоієрей Леонід Паскар:

Було побито вікна, снаряд потрапив у двері, відбиток був дуже страшний. Люди не розуміли, за що гинуть. Навколо були снайпери, і до храму підійти було безпечно. Ми повзком підбиралися до нього, бо владика Вікентій благословив у когось можливість відкривати храм і молитися, бо молитва може позбавити місто руйнування та загибелі багатьох людей.

Наприкінці 1990-х років в соборі була проведена реставрація, внаслідок якої були втрачені фрески А. Племедяле, що зберігалися в храмі, а інші істотно пошкоджені.

#### Анафематування гетьмана Івана Мазепи
8 березня 2009 року, на тиждень Урочистості Православ'я, високопреосвященніший Юстиніан, архієпископ Тираспольський та Дубоссарський, під час архієрейської служби в Преображенському соборі міста Бендери відновив чин анафематствування.

## В даний час
До 2000 року, коли був освячений новозбудований кафедральний Собор Різдва Христового (Тираспіль) Христоріздвяний собор єпархії, Преображенський собор був головним центром православного життя всього Придністров'я.
Настоятель - протоієрей Іоан Калмик.